# Mélységi keresés
A mélységi keresés vagy mélységi bejárás egy keresőalgoritmus, amivel bejárhatunk vagy kereshetünk fa vagy gráf adatszerkezetben. Az algoritmus a gyökér csomópontból indul (gráf esetén tetszőleges csomópontot nevezünk ki gyökér csomópontnak), keresési fát balra lefelé tartva járja be. Ha nem tud lefelé menni tovább, visszalép a legalsó elágazásig és a következő ágat választja. Visszalépéskor a sikertelen ág állapotait ejt 
A mélységi keresés egy változatát a 19. században a francia matematikus, Charles Pierre Trémaux a labirintusok megoldásának stratégiájaként vizsgálta meg.

## Tulajdonságok
A mélységi keresés idő- és térbeli elemzése alkalmazásterületétől függően eltérő. Az elméleti számítástechnikában a mélységi keresést általában egy teljes gráf bejárására használják, és {\displaystyle O(|V|+|E|)} időbe telik, a gráf méretében lineáris. Ezekben az alkalmazásokban {\displaystyle O(|V|)} helyet is igénybe vesz, a legrosszabb esetben annyi csúcsot kell tárolni amennyi az aktuális ösvényen már meglátogatott státuszban szerepel. Így ebben a beállításban az idő- és helyhatárok megegyeznek a szélességi kereséssel, hogy melyik algoritmust válasszuk kevésbé függ azok komplexitásától, és inkább a csúcsrendezés különböző tulajdonságaitól, amelyeket a két algoritmus előállít. 
A mélységi keresés adott területeken történő alkalmazásához, például a megoldások kereséséhez a mesterséges intelligenciában vagy a webes feltérképezéshez, a bejárandó gráf gyakran vagy túl nagy ahhoz, hogy teljes egészében bejárhassa, vagy végtelen (a mélységi keresésnél előfordulhat, hogy az algoritmus nem fejeződik be). Ilyen esetekben a keresést csak korlátozott mélységben hajtják végre; a korlátozott erőforrások, például a memória vagy a lemezterület miatt, általában nem használnak adatszerkezeteket az összes korábban meglátogatott csúcs készletének nyomon követésére. Ha a keresést korlátozott mélységre hajtják végre, akkor az idő továbbra is lineáris a kibővített csúcsok és élek száma szempontjából (bár ez a szám nem egyezik meg a teljes grafikon méretével, mivel egyes csúcsokat egyszerre többször is meg lehet látogatni, míg másokat egyáltalán nem), de a mélységi keresés ennek a variánsnak a térbeli bonyolultsága csak a mélységhatárral arányos, és ennek eredményeként sokkal kisebb helyre van szükség, mint az azonos szélességű, ugyanazon a mélységben történő kereséshez, a szélességi kereséssel párhuzamban. Ilyen alkalmazások esetén a mélységi keresés gyakrabban alkalmazza aheurisztikus módszereket a valószínűbb ágak kiválasztása érdekében. Ha a megfelelő mélységkorlát előre nem ismert, akkor az iteratív mélyítést a mélységi keresés ismételten, növekvő határok sorozatával alkalmazza. A mesterséges intelligencia elemzési módjában, egynél nagyobb elágazási tényezővel, az iteratív mélyítés csak egy állandó tényezővel növeli a futási időt abban az esetben, ha a szint mélységének geometriai növekedése miatt a helyes mélységhatár ismert. 
A mélységi keresés felhasználható gráfcsomópontok mintájának gyűjtésére is. Ugyanakkor a hiányos mélységi keresés, hasonlóan a hiányos szélességi kereséshez, magas fokú csomópontok felé van torzítva. 

## Példa
A következő grafikonhoz: 

Animált példa a mélységi keresésre

az A-tól kezdődő mélységi keresés, ha feltételezzük, hogy a megjelenített grafikon bal széleit a jobb szélek előtt választottuk meg, és ha a keresés a korábban meglátogatott csomópontokra emlékszik, és nem fogja megismételni őket (mivel ez egy kis gráf), akkor meglátogatja a csomópontokat a következő sorrendben: A, B, D, F, E, C, G. A keresés során áthaladó élek egy Trémaux fát alkotnak, amely szerkezet alkalmazása lényeges a gráfelméletben. Ugyanezen keresés végrehajtása anélkül, hogy a korábban meglátogatott csomópontokra emlékezne, A, B, D, F, E, A, B, D, F, E stb. Körkörösen fogja bejárni az A, B, D, F, E ágat, és soha nem éri el a C vagy G-t. 
Az Iteratív mélyítés az egyik módszer a végtelen ciklus elkerülésére, és minden csomópont elérésére. 

## A mélységi keresés eredménye

A négyféle élt határoz meg egy feszítőfa

A grafikon első mélységű keresésének kényelmes leírása a keresés során elért csúcsok feszítő fája alapján történik. Ezen feszítő fa alapján az eredeti gráf éleit három osztályra lehet csoportosítani: előlre él, amelyek a fa csomópontjától az egyik leszármazottjáig mutat, a hátra él, amely egy csomóponttól az ősei egyikéhez vezetnek, és keresztirányú élek, amelyek egyik irányba sem vezetnek. Időnként a fa élek, a szélek, amelyek magába a feszítő fához tartoznak, külön osztályozzák az előlre élektől. Ha az eredeti gráf nem irányított, akkor annak összes éle fa vagy hátsó él. 

### Mélységikeresés-rendezés
A grafikon csúcsainak felsorolását mélységikeresés-rendezésnek tekintik, ha ez a mélységi keresés alkalmazásának lehetséges kimenete erre a gráfra. 
Legyen {\displaystyle G=(V,E)} egy gráf a {\displaystyle n} csúccsal. mivel {\displaystyle \sigma =(v_{1},\dots ,v_{m})} az csúcsok listái {\displaystyle V}, mert {\displaystyle v\in V\setminus \{v_{1},\dots ,v_{m}\}}, legyen {\displaystyle \nu _{\sigma }(v)} a legnagyobb {\displaystyle i} oly módon, hogy {\displaystyle v_{i}} szomszédja {\displaystyle v}, ha ilyen {\displaystyle i} létezik, különben legyen {\displaystyle 0}. 
Legyen {\displaystyle \sigma =(v_{1},\dots ,v_{n})} a csúcsok listája {\displaystyle V}. A felsorolás {\displaystyle \sigma } mélységikeresés-rendezése (a forrással {\displaystyle v_{1}} ) ha, minden {\displaystyle 1<i\leq n}, {\displaystyle v_{i}} a csúcs {\displaystyle w\in V\setminus \{v_{1},\dots ,v_{i-1}\}} oly módon, hogy {\displaystyle \nu _{(v_{1},\dots ,v_{i-1})}(w)} maximális. Újrahívva {\displaystyle N(v)} a szomszédok halmaza {\displaystyle v}. egyenértékűen {\displaystyle \sigma } egy mélységikeresés-rendezés, ha, mindennek {\displaystyle 1\leq i<j<k\leq n} val vel {\displaystyle v_{i}\in N(v_{k})\setminus N(v_{j})}, létezik egy szomszéd {\displaystyle v_{m}} nak,-nek {\displaystyle v_{j}} oly módon, hogy {\displaystyle i<m<j}. 

### Csúcs rendezés
Lehetőség van arra is, hogy a mélység szerinti keresést gráf vagy fa csúcsainak lineáris sorrendjére rendezzük. Ennek négy lehetséges módja van: 
- Az előrendezés a csúcsok listája abban a sorrendben, amelyben először bejárták a mélységi keresési algoritmussal. Ez egy kompakt és természetes módszer a haladás leírása előrendezésnél, ahogy már korábban említve volt. A előrendezés kifejező fánál a kifejezés lengyel jelöléssel történik.
- A utórendezés a csúcsok listája abban a sorrendben, ahogyan utoljára bejárták az algoritmust. Egy kifejezési fa utórendezése a fordított lengyel jelölésű kifejezéssel.
- A fordított előrendezés az előrendelés fordítottja, azaz a csúcsok felsorolása az első látogatásuk ellentétes sorrendjében történik. Az fordított előrendezés nem ugyanaz, mint az utórendezés.
- A fordított utórendezés az utórendezés fordítottja, azaz a csúcsok felsorolása az utolsó látogatásuk ellentétes sorrendjében történik. A fordított utórendezés nem ugyanaz, mint az előrendezés.

A bináris fák esetében ezenkívül van rendezési és fordított rendezési sorrend is. 
Például, ha az alábbiakban az A csomóponttól kezdve az irányított gráfon keresi a megoldást, az áthaladások sorrendje vagy ABDBACA vagy ACDCABA (hogy B vagy C legyen az első meglátogatása A-ból azt algoritmustól függ). A vmég mindég van nem bejárt szomszéd, akkor ismétli a bejárást visszalépéssel. Így a lehetséges előrendezés az ABDC és az ACDB, míg a lehetséges utórendezés a DBCA és a DCBA, az esetleges fordított utórendezés az ACBD és az ABC D. 
A fordított rendezés bármely irányított körmentes gráf topológiai rendezését eredményezi. Ez a sorrend a kontrolláramlás elemzésében is hasznos, mivel gyakran a kontrolláramok természetes linearizálását képviseli. A fenti grafikon reprezentálhatja a szabályozás folyamatát az alábbi kódrészletben, és természetes, hogy ABDC vagy ACD B sorrendet használjuk. 
```
 ha ( 
A
 ) akkor {
  
B

} különben {
  
C

}

D
```

## Pszeudokód
Bemenet: Egy G gráf és egy v csúcs G 
Kimenet : Az összes csúcs elérhető a v feliratú felirattal 
A mélységi keresés rekurzív megvalósítása:
```
 
eljárás
 mélységi keresés ( 
G
, 
v
 ) 
=

  
v
 felcímkézése felfedezettként
  ciklus 
v
 és 
w közötti
 irányított élnél 
, amelyek
 
a
 
G
 .adjacentEdges ( 
v
 ) részben csináld
    
ha a
 
w
 csúcsot nem címkézik felfedezettként, 
akkor

      rekurzívan hívja a mélységi keresést ( 
G
, 
w
 ) 
```

A csúcsok ezen algoritmus általi felfedezésének sorrendjét lexikográfiai sorrendnek nevezzük. 
A mélységi keresés nem rekurzív megvalósítása, a legrosszabb hely-bonyolultsággal {\displaystyle O(|E|)} :
```
 
eljárás
 mélységikeresés-iteráció ( 
G
, 
v
 ) 
eljárás

  Legyen 
S
 verem
  
S
 .push ( 
v
 )
  
amíg
 
az S
 nem üres 
csináld

    
v
 = 
S
 .pop ()
    
ha a
 
v
 nem feltüntetett címkével rendelkezik, 
akkor

      
v
 felcímkézése felfedezettként
      ciklus élét a ''''
V-W-G''''
 .adjacentEdges 
(V)
 csináld 
        
S
 .push ( 
w
 ) 
```

A mélységi keresés két változata az egyes csúcsok szomszédait egymástól ellentétes sorrendben látogatja meg: a rekurzív variáció által meglátogatott v első szomszédja a szomszédos élek listáján az első, míg az iteratív változatban az első meglátogatott szomszéd az utolsó, a szomszédos élek listáján. A rekurzív megvalósítás a példagráfból a következő sorrendben látogatja meg a csomópontokat: A, B, D, F, E, C, G. A nem rekurzív megvalósítás a csomópontokon ilyen formában járja be: A, E, F, B, D, C, G. 
A nem rekurzív megvalósítás hasonló a szélességi kereséshez, de két dologban különbözik tőle: 
1. sor helyett vermet használ, és
2. késlelteti annak ellenőrzését, hogy felfedezték-e egy csúcsot, amíg a csúcsot fel nem kérik a veremből, ahelyett, hogy ezt az ellenőrzést elvégeznék a csúcs hozzáadása előtt.

## Alkalmazások
Algoritmusok, amelyek építőelemként a mélységi keresést, a következők: 
- Csatlakoztatott alkatrészek keresése.
- Topológiai rendezés.
- 2- (él vagy csúcs) kapcsolt elemek keresése.
- 3- (él vagy csúcs) kapcsolt elemek megkeresése.
- Megtalálni a hidak egy gráfon.
- Generáló szó annak érdekében, hogy a telekkorlát egy csoport.
- Erősen összekapcsolt alkatrészek keresése.
- Planaritástesztelés.
- Rejtvények megoldása csak egy megoldással, például labirintusokkal. (A mélységi keresés úgy adaptálható, hogy minden megoldást megtaláljon a labirintusban, ha csak a meglátogatott halmaz aktuális útvonalán lévő csomópontokat vesz fel.)
- A labirintus létrehozása véletlenszerűen elvégzett mélység-előzetes keresést használhat.
- Bikonoktivitás keresése gráfokban.

## Bonyolultság
A mélységi keresés számítási bonyolultságát John Reif vizsgálta. Pontosabban, adott grafikon {\displaystyle G}, Legyen {\displaystyle O=(v_{1},\dots ,v_{n})} egy szabványos rekurzív mélységi keresési algoritmus által kiszámított sorrend. Ezt a megrendelést lexikográfiai mélységi keresési sorrendnek nevezzük. John Reif fontolóra vette a lexikográfiai mélységi keresés sorrendjének kiszámítását, megadva egy gráfot és egy forrást. A probléma döntő változata (annak tesztelése, hogy van-e valamilyen u csúcs valamilyen v csúcs előtt ebben a sorrendben) P-teljes, ami azt jelenti, hogy „ez egy rémálom a párhuzamos feldolgozáshoz“.
Az mélységben kereső sorrendje (nem feltétlenül a lexikográfiai sorrend) egy randomizált párhuzamos algoritmussal számítható ki az RNC komplexitási osztályban. 1997-től nem volt ismert, hogy egy mély-első átjárást lehet-e létrehozni egy determinisztikus párhuzamos algoritmussal, az NC bonyolultsági osztályban.

## Fordítás
Ez a szócikk részben vagy egészben  a   Depth-first search című angol Wikipédia-szócikk ezen változatának fordításán alapul.  Az eredeti cikk szerkesztőit annak laptörténete sorolja fel. Ez a jelzés csupán a megfogalmazás eredetét és a szerzői jogokat jelzi, nem szolgál a cikkben szereplő információk forrásmegjelöléseként.